# Himantura uarnak
Himantura uarnak врста је раже из породице жутуља. Насељава воде Индо-Пацифика од јужне Африке до Тајвана и Аустралије, а време углавном проводи на пешчаном дну. Досеже до 2 м у ширину, тело има диск који је у облику дијаманта, док су пераја прстенаста, а реп дуг и без набора.
Током дана бораве на дну и хране се правим кошљорибама. Као и остале раже, ова врста је живахна, ембриони у развоју се хране жуманцем, а касније хистотрофом односно материчним млеком. Женке носе до пет младих углавном током лета. Himantura uarnak се лови у југоисточној Азији и деловима Индијског океана, користи се део њеног меса, кожа и хрскавица. Веома је подложна исцрпљивању због прекомерног риболова и ниске стопе репродуктивности, а прети јој и деградација станишта. Сходно томе, Међународна унија за заштиту природе оценила је ову врсту као рањиву.

## Таксономија и филогенија
Карстен Небур објавио је 1775. године књигу под називом Descriptiones animalium – avium, amphibiorum, piscium, insectorum, vermium: quæ in itinere orientali observavit, дело његовог пријатеља, шведског природњака Питера Форскала. У овој књизи Форскал је описао врсту Himantura uarnak и није је сврстао у родове или породице. Након њега, многи природњаци су писали о овој врсти, укључујући Дејвида Џордана и Бартона Ворена, који су је сврстали у породицу Dasyatidae, 1896. године.
Himantura uarnak доста је слична са другим врстама ража, које су морфолошки сличне и налазе се у истим породицама. Постоје неке таксономске и физичк разлике, које Himantura uarnak разликују од других врста, као што су мрље по телу.

## Опис
Диск ове врсте има дијамантски облик, шири је од дискова других ража, са глатким ивицама. Код младих примерака диск је изузетно дугачак у односу на њихово тело. Очи су им мале и прате их спирални отвори за дисање, између који се налази кожни набор. Уста су релативно мала у односу на њихово тело, са плитким браздама на угловима. На гоњој вилици имају од 26 до 00 зуба, док је на доњој од 27 до 44 зуба. Карлична пераја Himantura uarnak су мала и троугласта. Реп је у облику бича, изузетно танак и дужу од 3,3 до 5 пута од диска. Одрасли примерци Himantura uarnak имају тамносмеђе или жутосмеђе флеке по телу, које је сиве боје поред кичме. Доња страна тела је бледа и без туфни. Мали примерци ове врсте су жутосмеђе боје са густо распоређеним мрљама. Ова врста просечно има ширину диска до 2 м, дужину до 6 м, а може да буде тешка и до 120 килограма.

## Распрострањеност и биологија
Himantura uarnak настањује Индо-Пацифик, у распону од источних вода јужне Африке до Арабијског полуострва, преко западне обале индијског потконтинента до југоистичне Азије,  Тајвана, острва Риуки и северних вода Аустралије. Ова врста мигрирала је источно из Средоземног мора преко Суецког канала. Данас је ова врста уобичајена у водама југоисточног Средоземља.
Himantura uarnak углавном настањује пешчана дна у близини обале у лагунама и око коралних гребена, на водама дубине до 50 м. Ова врста толерантна је на слану и слатку воду, често из мора улази у мочварна подручја и реке. Иако су записи о овој врсти у слаткој води предпоставке, природњаци и научници сложили су се да ова врста има толеранцију и на слатку воду. Преферира воде тепмпература од 23 до 26 °C.
Током дана ова врста је углавном неактивна и проводи време одмарајући се непомично на морском дну, понекад затрпана у песку. У заливу Шарк у западном делу Аустралије ова врста се одмара појединачно или у малим групама у изузетно плиткој води. Угланом се хране раковима, шкампама, медузама и правим кошљорибама. У западним водама Индијског океана отрпилике две трећине ових примерци се храни рибом, а другу најчешћу храну чине шкампи и ракови. Супротно томе, ова врста у водама Аустралије храни се само раковима. Познати паразити ове врсте су Anthrobothrium loculatum, Dendromonocotyle colorni, Halysiorhynchus macrocephalus, Monocotyle helicophallus, M. multiparous, M. spiremae, Thaumatocotyle australensis и Tylocephalum chiralensis.
Као и друге раже, ова врста је живахна. Ембрион који се развија у почетку се храни жуманцем, а касније хистотрофом односно материчним млеком. Женке роде до пет потомака током лета, након једногодишњег гестацијског периода. У водама Јужне Африке тек рођене јединке имају од 28 до 30 цм, а сексуално сазревају када им ширина ди ска буде до 1 м, што одговара узрасту од 4 до 5 година. У Аустралији тек рођени примерци су ширине од 21 до 28 цм, а зрели мужјаци у тим водама просечно су ширине од 82 до 84 цм. Млади примерци ове врсте значајно се разликују од других младих примерака ража по величини и облику диска и пегавости.

## Контакт са људима
Himantura uarnak снажно се бори када се упетља у мрежу или закачи на удицу, а популаран је код рекреативних риболоваца, који га обично пуштају назад у воду. Ова врста се интезивно лови само у југоистичном делу Азије и у деловима Индијског океана на мреже, парангале и удице. У водама Индонезије, ова врста лови се у великим количинама. Искоришћавају се месо, кожа и хрскавица, мада њено место није превише цењено у кулинарству. Такође има примену у кинеској медицини, а њен реп се такође продаје.
Међународна унија за заштиту природе категорисала је ову врсту као рањиву због мале репродуктивне стопе, нестанка станишта и нерегулисаном риболову. Иако не постоје поуздани подаци, претпоставља се да је број примерака Himantura uarnak значајно опао у Тајландском заливу, а да их је 30% мање у водама Индонезије од 1980. године.